# Vieiras
Vieiras là một đô thị thuộc bang Minas Gerais, Brasil. Đô thị này có diện tích 112,185 km², dân số năm 2007 là 3808 người, mật độ 36,3 người/km².